# Karl von Miltitz
Karl von Miltitz (Rabenau, c. 1490 - Hanau, 20 de noviembre de 1529) fue nuncio papal del papa León X y canónigo de la catedral de Maguncia.

## Biografía
Nació en Rabenau cerca de Meißen y Dresde, su familia pertenecía a la nobleza sajona. Curso sus estudios en las universidades de Maguncia, Tréveris, Colonia (1508–1510) y Bolonia (1510–¿?), Pero su bajo dominio del idioma latín reveló que no era especialmente culto. Se dirigió a la curia romana el año de 1513 o 1514. En su carrera dentro de la corte papal llegó al cargo de secretario del Papa.
Sin embargo, su herencia sajona lo convirtió en un enlace natural entre la corte papal y el elector Federico. El 3 de septiembre de 1518, el papa León X decidió otorgar al elector Federico la distinción de la Rosa de Oro de la Virtud papal, un premio con los correspondientes privilegios religiosos a los príncipes que lo merecen, con el objetivo de asegurar el apoyo de Federico el Sabio para reprimir los ataques de Martín Lutero a las Indulgencias en la Iglesia.
El 15 de octubre de 1518, Miltitz fue nombrado nuncio apostólico para entregar la rosa al elector. Se reunió con Lutero en Altemburgo del 5 al 6 de enero de 1519 y negoció un arreglo tentativo a la controversia: Lutero permanecería en silencio sobre el tema de la indulgencia, escribiría una carta conciliadora al Papa y escribiría y publicaría un tratado apoyando la autoridad papal. El silencio de Lutero dependía del silencio de sus oponentes; Johann Tetzel y Alberto de Brandeburgo serían disciplinados, y Miltitz permitió que Lutero dejara en claro que no se retractaría de su posición.
Los encuentros posteriores de Miltitz con Lutero en Liebenwerda (octubre de 1519) y en Lichtenburg, cerca de Wittenberg (octubre de 1520) fueron infructuosos. Con sus declaraciones en el Debate de Leipzig en 1519 y los tres tratados A la nobleza cristiana de la nación alemana, Sobre el cautiverio babilónico de la Iglesia y Sobre la libertad de un cristiano, todos publicados en 1520, Lutero destruyó toda esperanza de reconciliación.

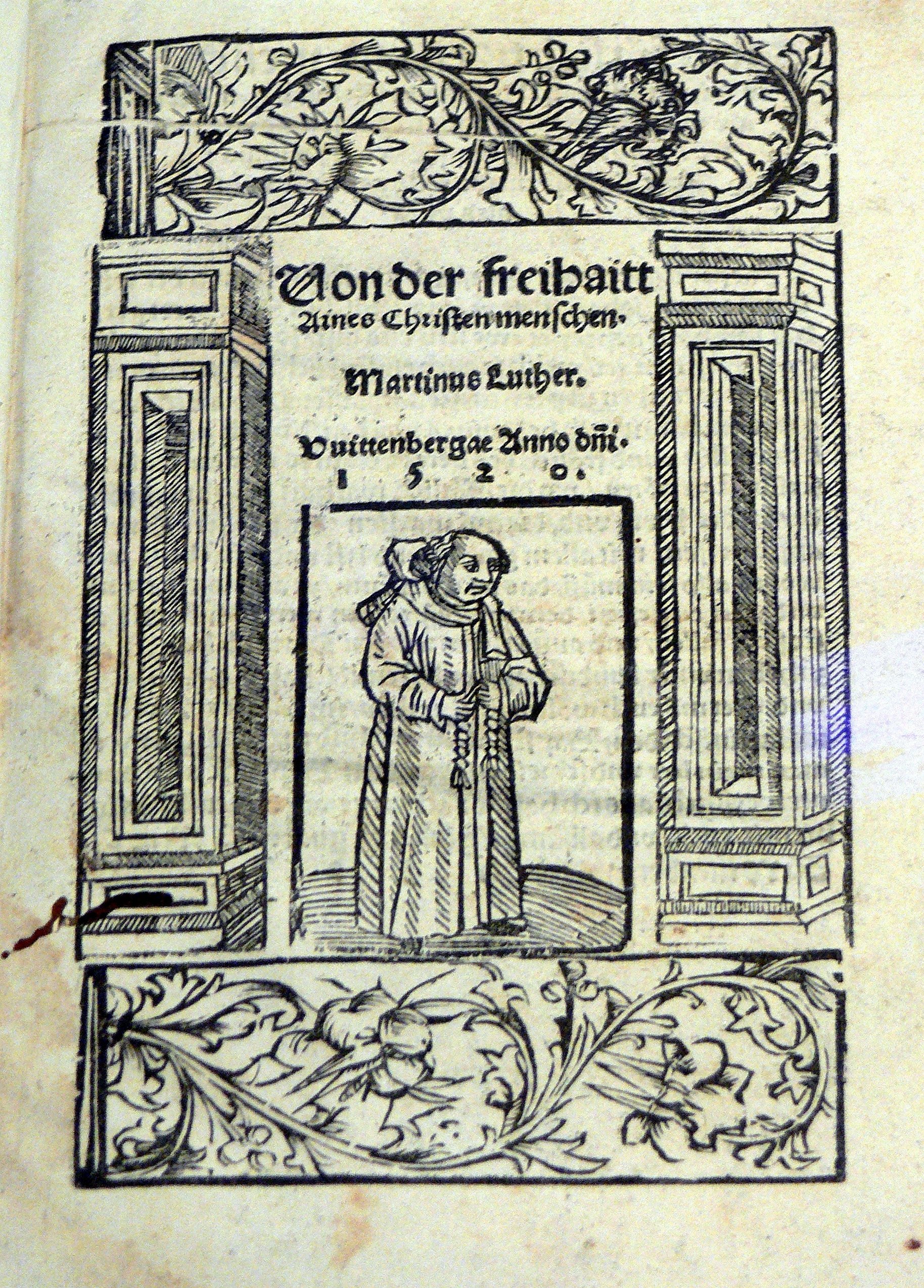
Título de un memorando de Martín Lutero, llamado La libertad cristiana.

Miltitz investigó la conducta de Tetzel y lo acusó de perpetrar numerosos fraudes y desfalcos. Más tarde, Miltitz fue desacreditado hasta el punto en que sus afirmaciones no tienen peso histórico.
Desde 1523 hasta su muerte en 1529, Miltitz vivió en Maguncia y Meißen como canónigo de la Catedral de Maguncia. Accidentalmente se ahogó en el río Meno cerca de Groß-Steinheim el 20 de noviembre de 1529 y fue enterrado en la catedral de Maguncia.